# Lutz Gielhammer
Lutz Gielhammer (* 24. April 1898 in Altötting; † 1988 in Gauting) war ein deutscher Diplomat.

## Werdegang
Gielhammer, Sohn von Therese Raufer und dem Beamten Castulus Gielhammer, besuchte von 1908 bis 1914 die Real- und Handelsschule in Landshut. Im Anschluss absolvierte er bis 1916 eine Banklehre. 1916 wurde er eingezogen und diente im Ersten Weltkrieg. 1919 erlangte er als Externer die Hochschulreife und studierte daraufhin Staatswissenschaften in München, Rechtswissenschaft in Jena und Berlin. 1923 heiratete Gielhammer Margarete ter Hell. Zwei Jahre später absolvierte er das erste Staatsexamen, drei Jahre später folgte das zweite Staatsexamen und Gielhammer wurde mit der Studie Die politischen Grundlagen der Strafrechtslehre Feuerbachs zum Doktor der Rechte an der Universität Bonn promoviert.
Neben seinem Studium fand Gielhammer von 1919 bis 1927 zeitweise Beschäftigung als Bankbeamter. Zu seinen Arbeitgebern gehörten die Bayerische Vereinsbank, die Deutsche Bank und das Bankhaus Mendelssohn. Von 1929 bis 1938 leitete er die Bank Melli Iran. Ab 1940 arbeitete er für zwei Jahre als Referent der I.G. Farben. 1941 ging er nach Kabul und wurde dort Leiter der Rass-i-Shirs-aa-i-Aleman. Einige Jahre später kam er zurück nach Deutschland und übernahm 1948 einen Posten als Referent für Finanzangelegenheiten im Bayerischen Staatsministerium für Wirtschaft.
Ab 1950 war er Oberregierungsrat, später Ministerialrat, in der Abteilung Währung, Geld und Kredit, Banken, Börsen und Versicherungen im Bundesministerium der Finanzen und Mitglied der Delegation der Bundesrepublik Deutschland für Auslandsschulden.
Am 15. Mai 1953 schlug ihn Außenminister Adenauer dem Kabinett Adenauer I zum Leiter der Gesandtschaft in Teheran vor. Im Juni 1953 trat Gielhammer in den Auswärtigen Dienst. Von Juli 1953 bis 13. Mai 1959 war er deutscher Botschafter in Teheran. Mitte Februar bis 7. März 1954 besuchten Luise und Hjalmar Schacht Fazlollah Zahedi.
Am 14. Juni 1954 wurde Mustafa Samii Staatssekretär im Außenministerium. Gielhammer stattete Samii Mitte April 1954 seinen offiziellen Antrittsbesuch ab. Bei dieser Gelegenheit wurde die Freigabe deutscher Vermögen erörtert, die während des Zweiten Weltkrieges beschlagnahmt worden waren. Nachdem Konrad Adenauer am 25. März 1957 in Rom die Römische Verträge unterzeichnet hatte, flog er weiter zum Pfauenthron und besuchte Lutz Gielhammer.
Gielhammer war im Frühjahr 1958 in die Kontroverse um die sog. Lex Soraya involviert. Er wurde insgesamt dreimal in das Amt des persischen Hofmarschalls einbestellt und bemühte sich um diplomatische Vermittlung zwischen Deutschland und dem Iran.

## Veröffentlichungen
- Der Aufbau einer Industrie in Iran. — Orient-Nachrichten 5. 1939, S. 228–231, 258–259, 262–263, 292–296
- Weltbankdarlehen, in: „Der Volkswirt“, 6. Jg., Nr. 27/1952.